# Boggeragh Mountains
Boggeragh Mountains är en bergskedja i republiken Irland. Den ligger i grevskapet County Cork och provinsen Munster, i den sydvästra delen av landet.
Boggeragh Mountains sträcker sig 24,9 km i öst-västlig riktning. Den högsta toppen är Musheramore, 644 meter över havet.